# 3月9日 (單曲)

## 「3月9日」
《3月9日》，日本樂團「Remioromen」的第2張單曲（通算第3張）。2004年3月9日發行。

### 概要
同樣收錄在2005年發行的專輯《ether [蒼穹]》。
與第8張單曲《粉雪》同為富士電視台系電視劇《一公升的眼淚》的插入曲。

### 收錄曲目
1. 3月9日
  - 作詞、作曲：藤卷亮太（日语：藤巻亮太），編曲：Remioromen
    - 是成員3人共同的朋友的結婚紀念日（2001年3月9日）作為祝福而寫的歌曲[1]，PV中有婚禮的場面。PV由堀北真希跟池田鉄洋（日语：池田鉄洋）出演。[2]
    - 由於電視劇的影響，成為中小學畢業典禮的合唱曲。雖然在PV中大部分是婚禮場景，只有開頭一小段為高中畢業典禮結束時的場景。[2][3][4]
2. 日曜日
  - 作詞、作曲：藤卷亮太，編曲：Remioromen

## 「3月9日/Paradigm」
《3月9日/Paradigm》（日语：3月9日／パラダイム），日本樂團Remioromen的單曲。2007年3月5日發行。

### 概要
此作品為《KitKat CD Pack》第4彈，與奇巧巧克力綑綁發售，為贈品CD。此作品並未以另外的形式發售過，也不計算在通算枚目單曲內。
限定販賣50萬張。從2007年1月12日開始《Paradigm》為「奇巧巧克力」的廣告曲。
因為是附贈CD的關係，Oricon並未列入排名，所以以東京電視台的「JAPAN COUNTDOWN」作為排名參考。2007年3月17日播出的排行榜中為第13位，也是此單曲的最高順位。

### 收錄曲目
1. 3月9日
  - 作詞、作曲：藤卷亮太
2. Paradigm
  - 作詞、作曲：藤卷亮太

## 腳注
1. ↑  レミオロメン「レミオベスト」特集 （页面存档备份，存于） goo 音楽(2009年3月9日)2013年5月6日閲覧。
2. 1 2  . オリコン. 2009-03-05  [2011-02-14]. （原始内容存档于2010-08-14）.
3. ↑  . オリコン. 2010-03-03  [2010年3月9日]. （原始内容存档于2017-06-11）.
4. ↑  レミオロメン『3月9日』, ランキング5連覇で殿堂入り! （页面存档备份，存于） - オリコン(2011年3月9日)2013年3月27日閲覧。